# Dorina Crișan Rusu
Dorina Crișan Rusu: data și locul nașterii: 6 septembrie 1953, Piatra Neamț, data și locul decesului: 1 noiembrie 2006
Ocupația în teatru: a fost compozitoare, muziciană de scenă 
Dorina Crişan Rusu s-a născut la Iaşi, în 1953. A studiat pianul la Conservatorul din Iași, a predat la Turnu Severin și apoi s-a mutat la Piatra Neamț. Acolo l-a întâlnit pe regizorul Victor Ioan Frunză, cel care a cerut o compoziţie pentru "Faust" de Marlowe, folosind repere din Bohemian Rapsody.
Un timp a lucrat la Brăila, la Teatrul de Păpuşi şi la Iaşi, la Teatrul de Copii, unde a compus muzica pentru multe spectacole.
După 1990, Victor Ioan Frunză o cheamă la Teatrul din Tîrgu Mureş, unde director era actorul Vlad Rădescu, pentru a compune muzica spectacolelor Trupei pe butoaie. La Teatrul Naţional Bucureşti a lucrat sub regia lui Andrei Şerban, a reluat colaborarea cu Frunză în spectacolul ”Ghetto” şi a început o îndelungată colaborare cu Maia Morgenstern. Pentru rolul ei a compus ”Hai să dansăm”, cântec inclus şi în ”Chantant au lait”(one woman show, pe versurile lui Mircea Dinescu). Cele două artiste au fost partenere şi în ”Astă seară, Lola Blau” şi ”Chiriţa”
Prin aceste colaborări, Dorina Crişan Rusu a avut meritul de a propune muzica live şi de a instaura prezenţa muzicianului pe scenă, alături de actori. Dintre realizările sale rămân memorabile: ”Woyzeck” regizat de Radu Apostol la Brăila; ”Arăt bine azi” regizat de Ana Mărgineanu, la Teatrul Luni de la Green Hours; ”Alcool, amar, amor”, alături de Mihaela Rădescu, în regia Cătălinei Buzoianu la Teatrul Mic.
La aceste spectacole, în care muziciana a interpretat live propriile compoziţii, se adaugă spectacolele pentru care a scris muzica:”Neguţătorul din Veneţia”, ”Aşteptând la Arlechin” etc. Printre spectacolele de neuitat cu care Dorina Crişan Rusu va rămâne în memoria iubitorilor de teatru se numără şi ”Rubayatele” lui Omar Khayyam, în care muzica ei s-a îmbinat perfect cu evoluţia scenică a actorilor Maia Morgenstern şi Aaron Istodor.
Răpusă de o boală necruţătoare, Dorina Crişan Rusu a părăsit mult prea devreme această lume, în prima zi a lui noiembrie 2006.